# Fiú 56 kg-os súlyemelés a 2010. évi nyári ifjúsági olimpiai játékokon
A 2010. évi nyári ifjúsági olimpiai játékokon a súlyemelés fiú 56 kg-os versenyszámát augusztus 15-én 18:00-kor rendezték meg a Toa Payoh Sports Hallban. A résztvevők legfeljebb 56 kg-os testtömeggel indulhattak.
A végeredménynél összeadódott az emelő legjobb szakítás és lökés eredménye. A versenyzőknek fogásnemenként három gyakorlat állt rendelkezésükre; az emelés eredménye a legnehezebb sikeresen felemelt súly volt.

## Eredmények
Az eredmények kilogrammban értendők.

### Végeredmény
| H     | Név                | Nemzet                        | Cs | Súly  | Szakítás | Szakítás | Szakítás | Szakítás | Lökés | Lökés | Lökés | Lökés | Össz. |
| H     | Név                | Nemzet                        | Cs | Súly  | 1        | 2        | 3        | E        | 1     | 2     | 3     | E     | Össz. |
| ----- | ------------------ | ----------------------------- | -- | ----- | -------- | -------- | -------- | -------- | ----- | ----- | ----- | ----- | ----- |
| Arany | Thach Kim Tuan     | Vietnám (VIE)                 | A  | 55,40 | 110      | 114      | 116      | 116      | 134   | 139   | 140   | 140   | 256   |
| Ezüst | Xie Jiawu          | Kína (CHN)                    | A  | 55,83 | 108      | 113      | 117      | 117      | 132   | 137   | 140   | 137   | 254   |
| Bronz | Smbat Margaryan    | Örményország (ARM)            | A  | 55,95 | 105      | 105      | 108      | 108      | 135   | 149   | 149   | 135   | 243   |
| 4.    | Artjoms Zerebkovs  | Lettország (LAT)              | A  | 55,67 | 94       | 98       | 98       | 98       | 122   | 127   | 128   | 128   | 226   |
| 5.    | Florin Croitoru    | Románia (ROU)                 | A  | 55,63 | 98       | 103      | 103      | 103      | 119   | 122   | 125   | 122   | 225   |
| 6.    | Juan Prado         | Venezuela (VEN)               | A  | 55,85 | 98       | 98       | 100      | 100      | 118   | 118   | 123   | 118   | 218   |
| 7.    | Ihtiyor Matkerimov | Türkmenisztán (TKM)           | A  | 55,41 | 90       | 95       | 95       | 95       | 110   | 115   | 120   | 120   | 215   |
| 8.    | Karem Ben Hnia     | Tunézia (TUN)                 | A  | 55,31 | 91       | 96       | 96       | 96       | 118   | 122   | 122   | 118   | 214   |
| 9.    | Elson Brechtefeld  | Nauru (NRU)                   | A  | 55,56 | 87       | 92       | 92       | 92       | 113   | 117   | 117   | 117   | 209   |
| 10.   | Phello John Ramela | Dél-afrikai Köztársaság (RSA) | A  | 55,76 | 85       | 90       | 90       | 85       | 100   | 105   | 105   | 100   | 185   |
| 11.   | Amon Shiro         | Marshall-szigetek (MHL)       | A  | 53,57 | 45       | 55       | 60       | 55       | 55    | 65    | 65    | 65    | 120   |

## Fordítás
Ez a szócikk részben vagy egészben  a   Weightlifting at the 2010 Summer Youth Olympics – Boys' 56 kg című angol Wikipédia-szócikk fordításán alapul.  Az eredeti cikk szerkesztőit annak laptörténete sorolja fel. Ez a jelzés csupán a megfogalmazás eredetét és a szerzői jogokat jelzi, nem szolgál a cikkben szereplő információk forrásmegjelöléseként.